# П'ятихатки (селище)
П'ятихатки — селище Горлівської міської громади Горлівського району Донецької області України. Населення становить 136 осіб.

## Географія
Відстань до центру громади становить близько 9 км і проходить автошляхом місцевого значення.
Сусідні населені пункти: на півночі — місто Горлівка; північному заході — Озерянівка, Широка Балка; північному сході — Федорівка; заході — Михайлівка, Ставки; південному заході — Пантелеймонівка; південному сході — Корсунь.

## Населення
За даними перепису 2001 року населення селища становило 136 осіб, із них 44,85 % зазначили рідною мову українську, 52,21 % — російську.